# Campionati nordici di lotta 1987
I campionati nordici di lotta 1987 si sono svolti a Sønderborg, in Danimarca. 

## Podi

### Lotta greco-romana
| Evento        | Oro                | Argento          | Bronzo         |
| Fino a 48 kg  | Lars Rønningen     | Patrik Magnusson | Ismo Kortesma  |
| Fino a 52 kg  | Jon Rønningen      | Jyrki Vesterinen | Stefan Oehrn   |
| Fino a 57 kg  | Niklas Hentunen    | Eso Murtoaro     | Stig Johansen  |
| Fino a 62 kg  | Ronny Persson      | Jouni Luokkanen  | Terje Nord     |
| Fino a 68 kg  | Lars Lagerborg     | Morten Brekke    | Anti Hirvonen  |
| Fino a 74 kg  | Roger Tallroth     | Tapio Sipilä     | Jan Pedersen   |
| Fino a 82 kg  | Magnus Fredriksson | Timo Niemi       | Oevind Aune    |
| Fino a 90 kg  | Harri Koskela      | Timo Niemi       | Stig Kleven    |
| Fino a 100 kg | Keijo Manni        | Karl Erik Innala | Tom Sand       |
| Oltre 100 kg  | Tomas Johansson    | Niels Steffensen | Risto Salopuro |